# Колбасовский, Иван Георгиевич
Иван Георгиевич Колбасовский — советский военный, государственный и политический деятель, майор.

## Биография
Родился в 1907 году в Екатеринославе. Член КПСС с 1932 года.
С 1929 года — на военной службе, общественной и политической работе. В 1929—1943 гг. — выпускник авиационного училища, пилот-штурмовик, участник национально-революционной войны в Испании, капитан истребительной авиации, участник Великой Отечественной войны, командир 32-го истребительного авиационного полка, пилот на Западном, Калининском и Степном фронтах, участник Курской битвы, лично сбил 7 самолетов противника.
Избирался депутатом Верховного Совета РСФСР 1-го созыва.
Погиб на взлёте с аэродрома в 1943 года, похоронен в Обояни Курской области.